# Siège de Meaux (1421-1422)
Pour les articles homonymes, voir Siège de Meaux.
Guerre de Cent Ans
Batailles
Le siège de Meaux se déroule du 6 octobre 1421 au 10 mai 1422, durant la guerre de Cent Ans.

## Préambule
Après s'être rendu à Chartres, obligeant le dauphin de France à lever le siège de la ville, Henri V d'Angleterre mit le siège devant Dreux, le 18 juillet 1421. Le 20 août la ville prise il se dirige sur Châteaudun, qu'il attaque puis rencontre l'armée française près de Vendôme. N'osant livrer bataille il se retire sur la Sologne, qu'il ravage, attaque sans succès Beaugency, avant d'arriver devant Orléans. Son armée décimée par la famine et les épidémies, il se replie sur Joigny et Villeneuve-le-Roi qu'il prend à la fin septembre 1421. La ville tombée, il rentre à Paris en ayant perdu 4 000 hommes.

## Le siège

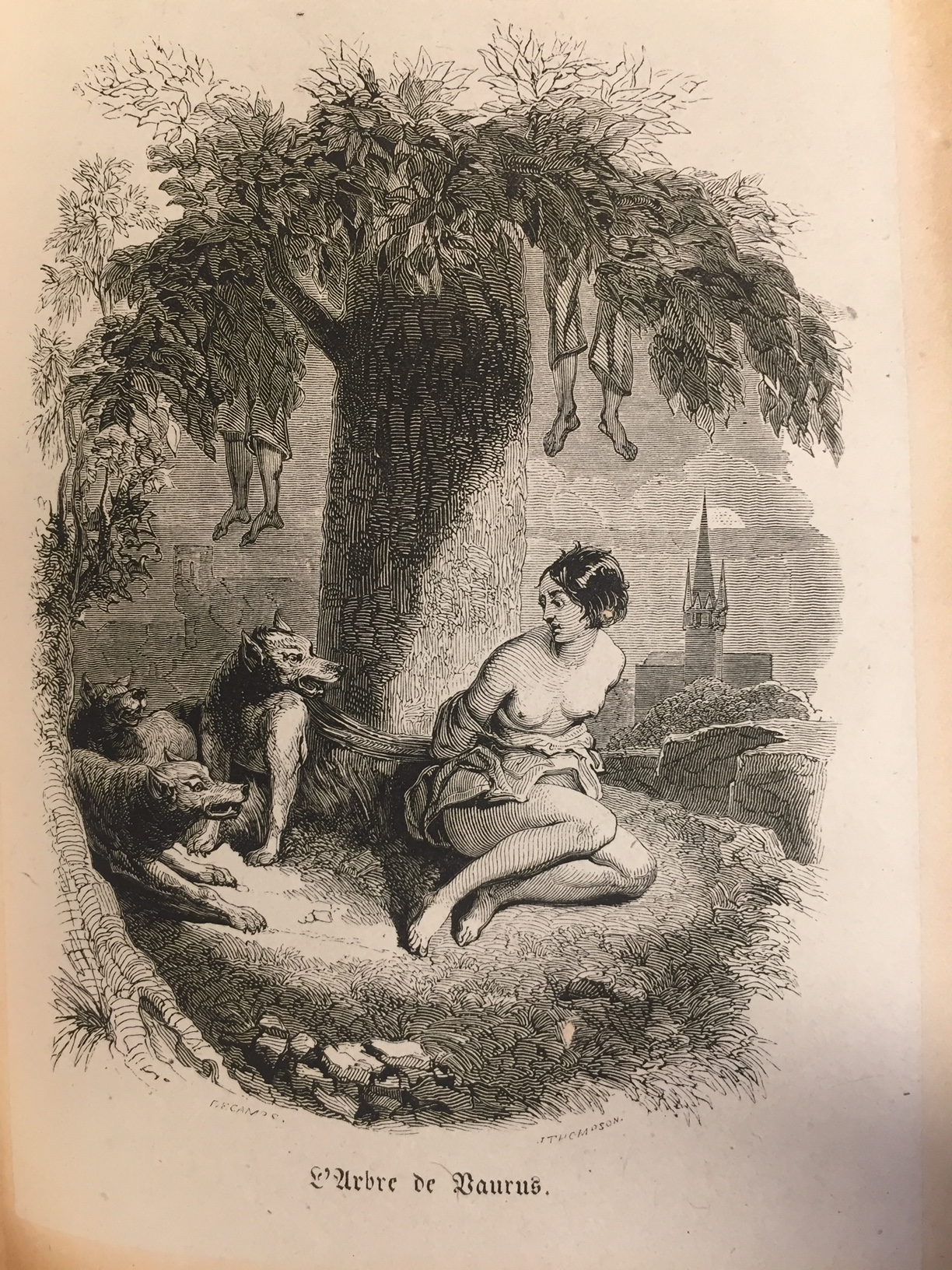
Arbre de Vaurus

À peine revenu de son expédition infructueuse, Henri V part avec 24 000 hommes mettre le siège devant Meaux, la place forte la plus importante encore occupée par les troupes du dauphin de France autour de Paris. 
La ville est investie le 6 octobre 1421 et le roi d'Angleterre établit devant la ville son quartier général. 
Dans ce camp on y vit le roi d'Écosse Jacques Ier, qui était dans la suite du roi d'Angleterre, essayer de reprendre en main les troupes écossaises au service du roi de France, sans succès, Arthur de Bretagne, ex-comte de Richmond délivré de sa prison anglaise, y vint pour prêter serment au roi d'Angleterre et le servir avec ses troupes bretonnes, Philippe III de Bourgogne mais sans le corps d'armée du prince d'Orange, Louis II de Chalon-Arlay qui ne voulait pas être obligé de prêter serment au roi d'Angleterre.
Le siège s'éternise grâce à la vaillance des défenseurs, qui tuent même un chevalier, des corps armés parcoururent la contrée pillant et tuant sur leur passage. En Picardie, Jean de Luxembourg et Hugues de Lannoy, maître des arbalétriers, accompagnés par un corps d'Anglo-Bourguignons attaquent, à la fin mars 1422, et conquièrent plusieurs places du Ponthieu et du Vimeu malgré les efforts des troupes de Joachim Rouhault de Gamaches, Jean Poton de Xaintrailles et Jean d'Harcourt. En Champagne, le comte de Vaudemont est vaincu par La Hire. En Île-de-France, un coup de main rendit les partisans du Dauphin maîtres de Meulan. Toutefois la réaction anglaise sera rapide.
Le sire d'Offémont, venu délivrer la ville, fut fait prisonnier au moment de pénétrer dans la place. Finalement, le 10 mai 1422 après sept mois de siège, la ville de Meaux se rendit au roi d'Angleterre. La reddition fut immédiatement suivie de cruelles représailles et d'actes de cruauté.

## Conséquences
La perte de la ville entraîna pour le dauphin la perte d'un grand nombre de villes. Le sire d'Offémont obtint sa délivrance au prix d'un parjure, faisant passer à l'ennemi Offémont, Crépy-en-Valois, Pierrefonds et d'autres forteresses du Valois. Les capitaines des villes fortes de Compiègne, Montaigu et Gamaches s'engagèrent auprès d'Henri V d'Angleterre à lui livrer les villes s'ils n'étaient pas secourus. D'autres capitaines démantelèrent les places qu'ils occupaient  et les abandonnèrent. Peu après Henri V s'avança afin de prendre Le Crotoy, mais une conspiration qui éclata à Paris l'y rappela soudainement. Jean d'Harcourt reçut alors une sommation dont il ne tînt pas compte et le comte de Warwick alla assiéger Saint-Valery dont il s'empara rapidement. Il ne restait plus au dauphin Charles, comme places fortes dans le Nord, que Le Crotoy et Noyelles occupés par Jean d'Harcourt et le  comte de Guise.
Henri V d'Angleterre tomba malade pendant le siège et mourut peu de temps après.